# Pont-de-l'Arche
Pont-de-l'Arche is een gemeente in het Franse departement Eure (regio Normandië). De plaats maakt deel uit van het arrondissement Les Andelys. Pont-de-l'Arche telde op 1 januari 2022 4.130 inwoners.

## Geografie
De oppervlakte van Pont-de-l'Arche bedroeg op 1 januari 2022 9,35 vierkante kilometer; de bevolkingsdichtheid was toen 441,7 inwoners per km².

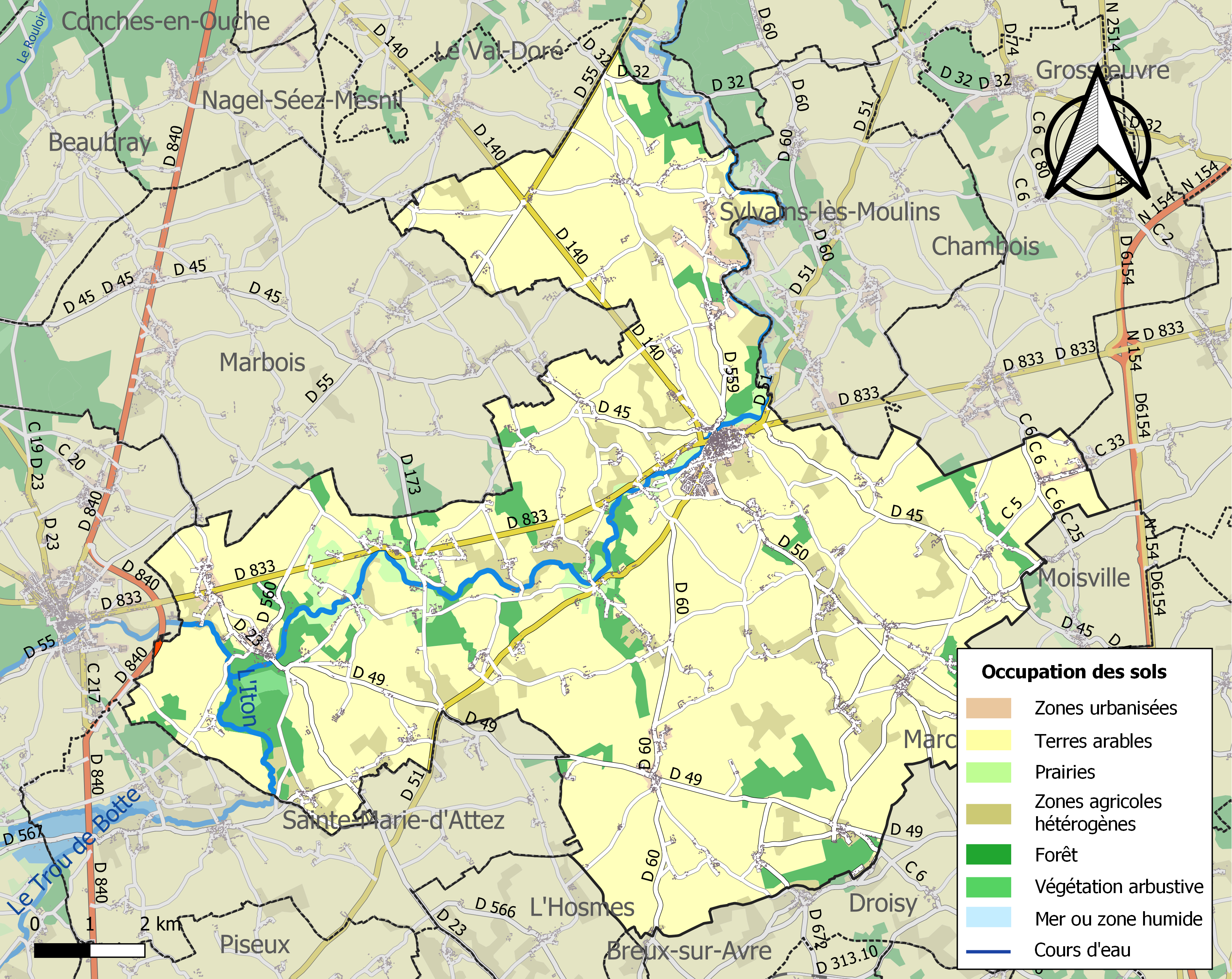
Kaart van de gemeente met belangrijkste infrastructuur, bodemgebruik en omliggende gemeenten

## Geschiedenis

### Ontstaan van de stad: militaire redenen
Pont-de-l’Arche ontstond na de bouw van militaire vestingwerken op het grondgebied van het dorp Les Damps. In 862 begon men met het bouwen van een houten brug over de Seine en als beveiliging een fort aan weerszijden van de stroom. Dit bouwterrein werd onder de regering van Karel de Kale officieel bij de rechtszittingen van Plaid. Rond 869 waren de brug en de forten klaar. In 885 was er een algemeen offensief van “de mannen uit het noorden”, dat de zetel van Parijs tot doel had. De brug “de l’Arche” (dat wil zeggen van de vesting) moest de optocht van de Vikingen vertragen. Deze hadden vier maanden nodig om van de monding van de Seine tot Parijs te geraken. Ondertussen probeerden de Frankische koningen de troepen van hun vazallen te mobiliseren. Het is dus vrij zeker dat het fort van Pont-de-l’Arche onvoldoende bemand was. Volgens Guillaume Caillou, een monnik die de kronieken van Jumièges bijhield, kwamen er wel Frankische versterkingen in Les Damps, maar tevergeefs.
Vervolgens is er een hiaat in de geschiedenis, namelijk gedurende de tijd dat de Frankische koningen en de hertogen van Normandië over de macht onderhandelden.
In 1020 komt de parochie van Pont-de-l’Arche voor in een charter van Richard II van Normandië, die aan de abdij van Jumièges talrijke geestelijke, maar vooral financiële rechten verleent (met name op de rivierhandel).
De stad lijkt zich te ontwikkelen rond de brug: werken nodig voor het voortslepen van de boten en de kans om het innen van de doorgangsrechten waar te nemen.

### De ontwikkeling van een versterkte plaats: inzet van de strijd tussen de koningen van Engeland en Frankrijk

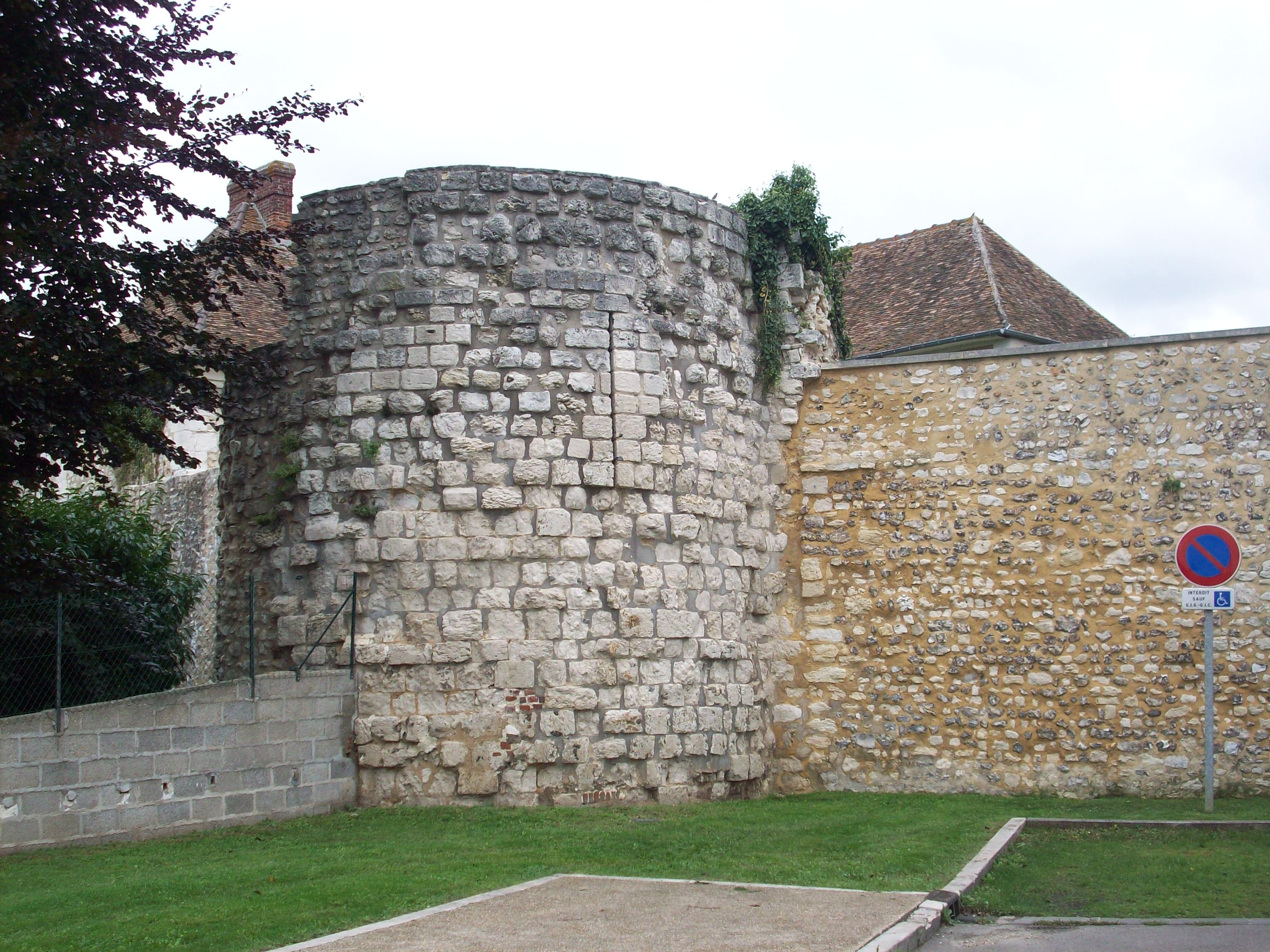
Militaire versterkingen

Pont-de-l’Arche verschijnt terug duidelijk in de archieven over de strijd tussen Richard Leeuwenhart, hertog van Normandië en koning van Engeland en Filips II Augustus, koning van Frankrijk. Richard Leeuwenhart liet de brug van de stad vernieuwen en gaf de nodige middelen voor de stichting van de abdij van Bonport (twee kilometer van Pont-de-l’Arche). In de strijd tussen de twee monarchen werd het kasteel van Vaudreuil met de grond gelijk gemaakt. Toen de koning van Frankrijk terug in het bezit kwam van Normandië was het dus logisch dat Pont-de-l’Arche gekozen werd als plaatselijke militaire hoofdplaats.
Filips II maakte van Pont-de-l’Arche zijn voornaamste verblijfplaats in Normandië. Hij liet de stad versterken door wallen van omvangrijke steenblokken uit Vernon, die nog altijd te zien zijn. Hij deed hetzelfde voor het fort van Limaie, gelegen aan de andere kant van de brug, aan de rechteroever, waarvan hij de toegang blokkeerde. Deze vesting had een uitkijktoren, ideaal voor het volgen van het rivierverkeer en het voorttrekken van de boten. De geografische troeven, samen met de militaire troeven, zorgden ervoor dat de stad de zetel werd van ondergeschikt baljuwschap van Rouen.

### Rol van Pont-de-l’Arche in de territoriale heerschappij en de binnenlandse ordehandhaving
De militaire grondslag bood talrijke voordelen, zowel voor de territoriale heerschappij in geval van eventuele indringers, als voor de ordehandhaving in het koninkrijk.
Pont-de-l’Arche beheerste het rivierverkeer en dus ook de bevoorrading van Rouen, een stad die in vijandelijke handen kon vallen. Het is daarom dat onze stad de inzet werd tijdens de Honderdjarige Oorlog, tussen Engeland en Frankrijk. Alzo maakte Hendrik V van Engeland, zich meester van Pont-de-l’Arche in 1418. De stad kende een Engelse overheersing tot 1449. In 1346 slaagde Eduard III van Engeland er niet in om Pont-de-l’Arche in te nemen en zette zijn inspectietocht verder richting Nantes.
Daarenboven bood de stad een ideale achterbasis in geval van een aanval op de hoofdstad van Boven-Normandië.
In het kader van de strijd tegen de Ligue du Bien Public zette Lodewijk XI in 1466 een groot kamp op in de vallei gelegen tussen Pont-de-l’Arche en Pont-Saint-Pierre. Dit na de herovering van de vesting van Limaie, die in handen gevallen was van de edelen van Louviers. Dit kamp zou een leger van ongeveer dertigduizend man verzameld hebben, teneinde eerst Rouen en daarna heel Normandië te heroveren. Het is hier dat de beroemde “bandes de Picardie” gevormd werden, voorvaders van de Franse infanterie.
In 1589 werden de troepen van Hendrik IV, die Rouen belegerde, bevoorraad vanuit Pont-de-l’Arche. De koning betwistte wel het feit als zou Leblanc du Rollet, de gouverneur van de stad, de poorten van zou geopend hebben. De koning dankte de stad met drie koninklijke lelies in het stadswapen.
Pont-de-l’Arche was een goede terugvalbasis voor Rouen in het geval dat het Normandische volk in opstand zou komen. Het was een veilige plaats, in zoverre er te weinig inwoners waren om een opstand uit te lokken, die niet door de politie bedwongen kon worden. Bovendien volstond het niet de stad in te nemen, men moest ook nog de vesting van Limaie, aan de overzijde van de Seine, veroveren. Pont-de-l’Arche was omwille van de ordehandhaving een strategische plaats om in geval van oorlog het gebied te controleren.
In 1562 belegerden de protestanten van Rouen de stad met zes stuks geschut in de hoop er voordeel uit te halen. Ze wilden de koninklijke macht nemen, maar tevergeefs, want de stad bleken trouwe katholieken.

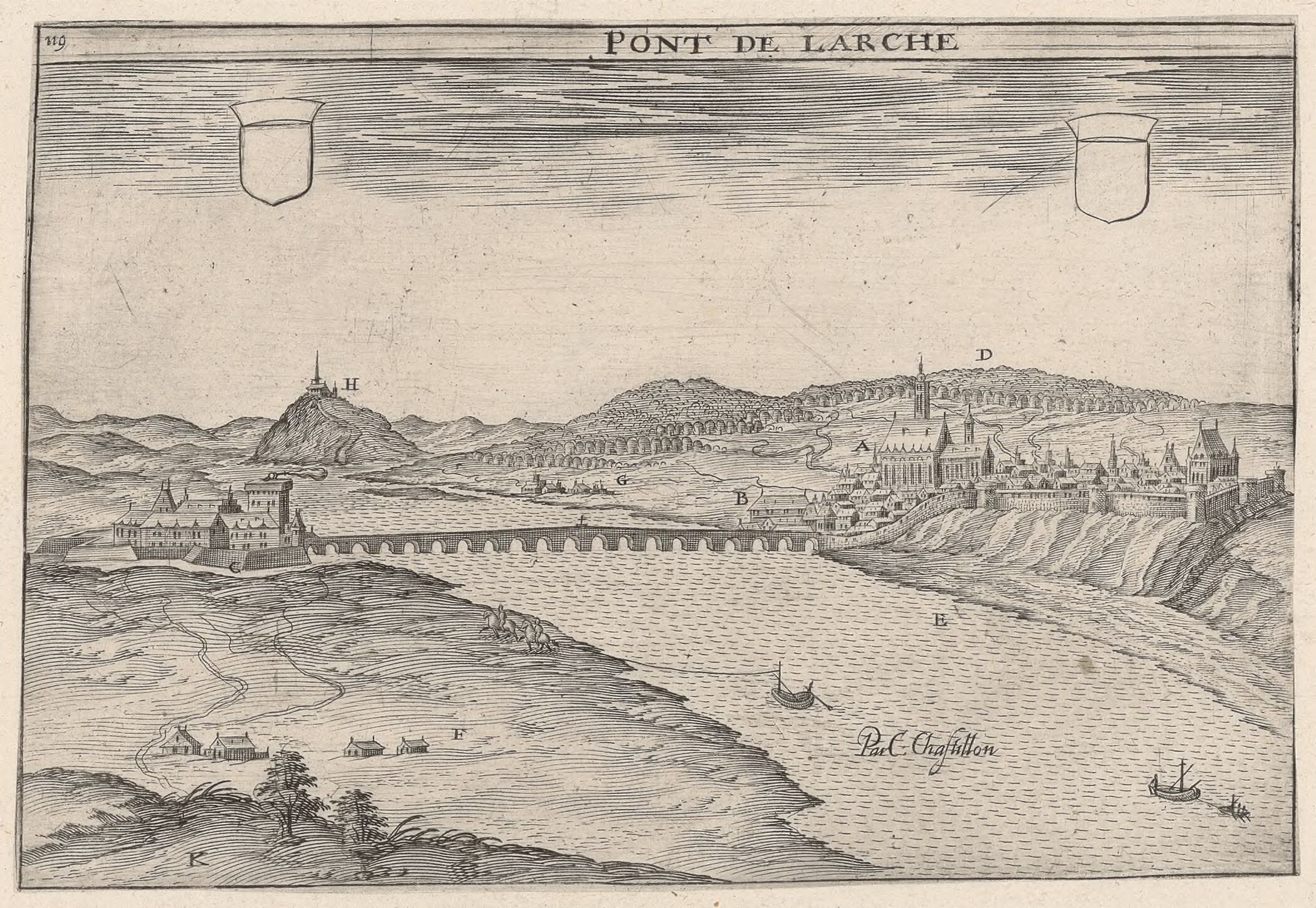
Pont-de-l'Arche omstreeks 1640

In 1650 werd het nut van de vestingwerken door La Fronde omgekeerd: de hertog van Longueville gebruikte het garnizoen en het kasteel tegen de koninklijke macht. De graaf van Harcourt, die de reis van de monarch van Normandië beschermde, kreeg order de plaats te omsingelen. Hij sloeg zijn kamp op bij de muren van de stad met de hulp van de inwoners, die drie kanonnen gericht hadden tegen het kasteel, aan de andere zijde van de Seine. De hertog van Longueville vond deze versterkte plaats geschikt om over de vrede te onderhandelen met de koning.
De wallen van Pont-de-l’Arche, nog altijd zichtbaar, waren een wapen geworden voor eventuele opstandelingen. Het parlement van Normandië en het volk van Rouen vroegen herhaaldelijk de ontmanteling. Ondertussen probeerden de edelen, die de rechten van de stad waarnamen, de vestingwerken te behouden. Ze raakten pas op het einde van de 18e eeuw in onbruik.

### Pont-de-l’Arche en de begeerte van de koninklijke voorrechten onder het Oude Regime

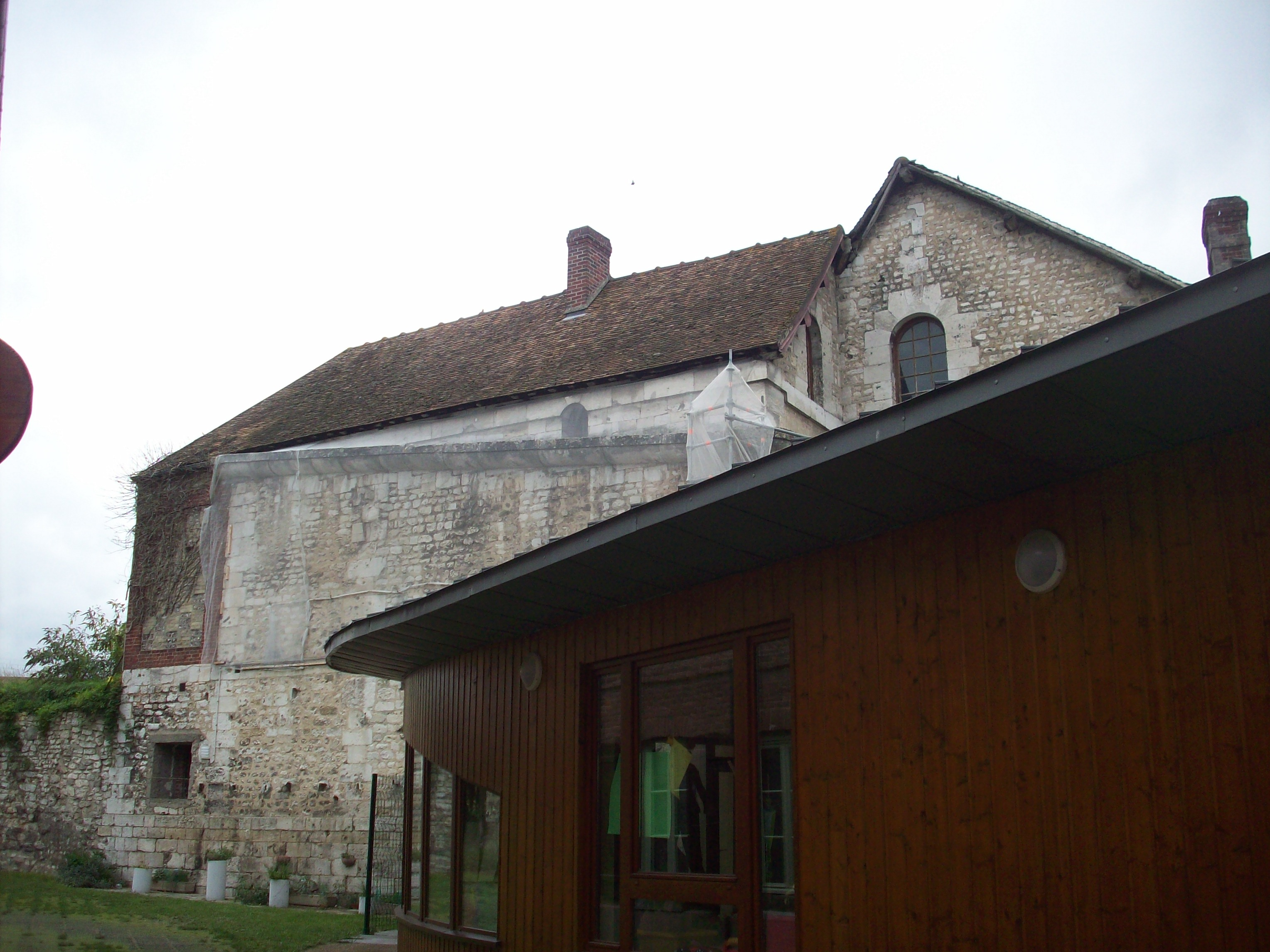
Gebouw van het baljuwschap

Eerzucht was de reden waarom velen met belangstelling naar Pont-de-l’Arche keken. De stad telde vele ambten, waar begerig naar uitgekeken werd:
- Het ambt van gouverneur van de stad (plaatselijke militaire politie). De meest vooraanstaande edelen, die van de koning de titel van gouverneur van de stad verkregen waren: Concini (maarschalk van Ancre en bondgenoot van Maria de' Medici), Albert de Luynes, Jean-Baptiste d’Ornano en Richelieu.
- Vier rechtbanken, die talrijke koninklijke officieren aantrokken:
  - de rechtbank van eerste aanleg (baljuwschap)
  - ontvangstkantoor der belastingen
  - de zoutzolder (de verkoop was het monopolie van de Staat)
  - administratie van wateren en bossen
- De minder belangrijke rechten (rechten van overgang op de brug, recht op markten, vergunningsrechten, ... )

Door al deze belastingen ontstond er een wanverhouding. Behalve een lakenfabriek, die niet lang bleef, was er aan de vooravond van de Franse Revolutie geen enkele andere industrie, die de 1700 inwoners voedde. Toch bleef ze de hoofdplaats van het plaatselijk bestuur.

### De Franse Revolutie en het Keizerrijk of het einde van de voorrechten
De Franse Revolutie bracht ommekeer door van Louviers de hoofdplaats van het plaatselijk bestuur te maken. Pont-de-l’Arche had al lang zijn militaire rol verloren aan Louviers, dat meer bevolkt was en grotere inkomsten had van de fabrieksindustrie. In 1790 werd Elbeuf niet opgenomen in het nieuwe departement van de Eure, omdat Louviers weigerde samen te gaan met hun concurrerende lakenfabriek. Beide steden konden dus districtshoofdplaats worden. Pont-de-l’Arche verloor al zijn administratieve functies, behalve een vrederechter en een gemeenteraad.
Gedurende de Revolutie kenden de gemeentebesturen van Pont-de-l’Arche dezelfde onenigheden als degenen die de adel van vóór de revolutie verscheurden. Niettemin waren deze openbaar. Na 1792 namen de vooruitstrevende republikeinen de leiding in de plaatselijke politiek. Alexander de Waanzinnige werd burgemeester van de stad en eigenaar van de oude abdij van Bonport. In 1795 werd hij verjaagd.
Er kwam onenigheid tussen de regimenten van het revolutionaire leger en de diep katholieke inwoners. Ook de hongersnood was een groot probleem. De arbeiders die de boten voorbij de brug loodsten en de schepen met graan, bestemd voor de bevolking van Parijs, moesten voortslepen, staakten het werk en namen de ladingen tarwe in beslag voor het leger hen dit kon beletten.
Napoleon Bonaparte, die twee maal door Pont-de-l’Arche kwam, zag het gevaar hiervan in en liet een sluis bouwen, die in 1813 ingewijd werd. Dit liet toe de plaatselijke handenarbeid uit te schakelen, waardoor de bevolking gerustgesteld werd en eventuele opstandige Parijse bewegingen werden voorkomen.
Het begin van de 19e eeuw was een ellendige periode voor de stad. Er gebeurde nauwelijks iets, behalve de Pruisische bezetting in 1815, de aanwezigheid van een loge van vrijmetselaars en de komst van het station Alizay-Pont-de-l’Arche in 1843.

### De industriële revolutie: de pantoffel- en schoenenindustrie

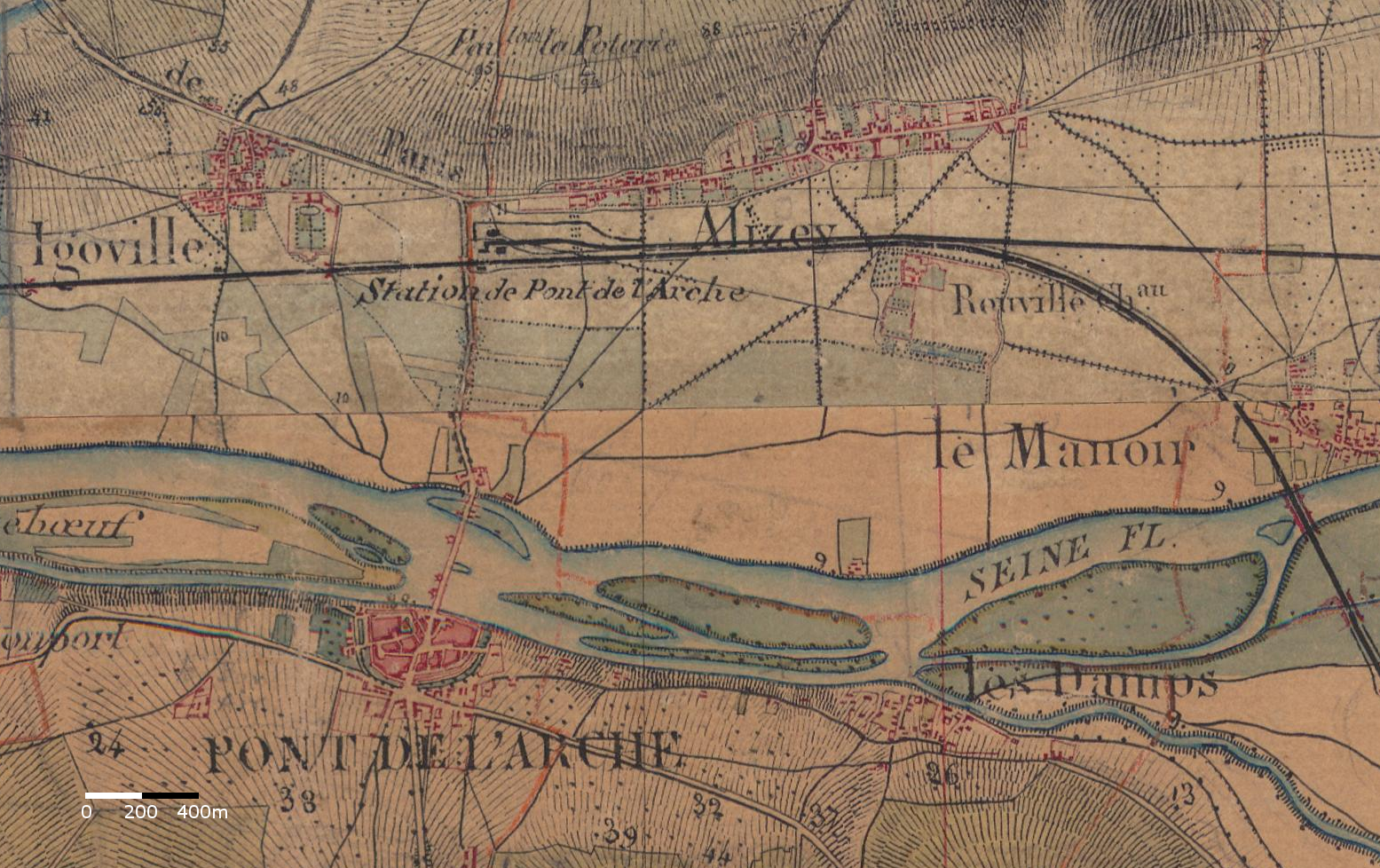
19e-eeuwse kaart met de spoorlijn

In gemeente ontwikkelde zich een pantoffelindustrie. De pantoffels, die in het begin gemaakt werden in de huiselijke kring van de arbeiders, werden vanaf het midden van de 19e eeuw, vervaardigd in de fabrieken, gebouwd in de middeleeuwse steegjes van de stad. Deze industrie verspreidde zich en tijdens het interbellum kwamen er een twintigtal fabrieken, die duizenden mensen in dienst hadden. De pantoffelfabrieken en na de Eerste Wereldoorlog de schoenfabrieken, verrijkten alleen de eigenaars, die mooie villa’s hadden in de voorsteden van de stad. Als gevolg van de bewustwording, gingen de arbeiders in staking in 1900, 1932, 1936 en 1954, teneinde hun lonen te handhaven en zelfs te verbeteren.

### Oorlog en vernielingen
De stad kende in 1870 een Pruisische bezetting, nadat de brug opgeblazen werd. Tussen 1915 en 1920 sloeg het Engelse leger er zijn kamp op. In 1940 was de stad getuige van de strijd tussen Rommel en de Franse en Engelse legers. Haar bruggen werden het doelwit van luchtbombardementen van de Tweede Wereldoorlog.
Gelukkig vernietigden de bombardementen het bouwkundig erfgoed niet: de gotische kerk uit de 16e eeuw, de houten huizen van het einde van de middeleeuwen en het oude regime, het baljuwschap van de 18e eeuw, het huis van de gouverneur (15e eeuw?), de wallen (13e eeuw) en het kasteel van Manon.

### Beroemdheden
De laatste brug van de stad werd ingewijd in 1955 door Pierre Mendès France, die toen voorzitter was van de Raad, maar ook algemeen raadgever van het kanton Pont-de-l’Arche.
Pont-de-l’Arche verwelkomde ook de schrijver Octave Mirbeau, de componist Jules Massenet en de fotograaf Jacques-Henri Lartigue.
Maar de grootste beroemdheid van de stad is Eustache-Hyacinthe Langlois (1777-1837), kind van de streek, archeoloog, kunsttekenaar en novellist. Hij was een van de pioniers van de studie over het Normandische middeleeuwse erfgoed. Hij was de stichter van het oudheidkundig museum in Rouen en eveneens leraar aan de school voor Schone Kunsten.
Vele culturele kringen staken de hoofden bij elkaar om zijn nagedachtenis te eren. Ze financierden een borstbeeld (verdwenen) en een medaillon in Pont-de-l’Arche. De verkozenen van Pont-de-l’Arche gaven zijn naam aan de grote markt van de stad.

### Bevolkingsaangroei en ontwikkeling van de openbare diensten vanaf 1945
Sedert de Tweede Wereldoorlog kende de stad een grote bevolkingsaangroei, als gevolg van de talrijke bouwkundige projecten, die plaats boden aan een bevolking die er naar verlangde in een aangename omgeving te wonen. Gelegen tussen de Eure, de Seine en het bod van Bord, ligt Pont-de-l’Arche heel dicht bij centra met arbeidsgelegenheden, zoals Rouen, Val-de-Reuil en Parijs, gemakkelijk bereikbaar sinds de aanleg van de A13 in 1967.
De gemeentebesturen hebben sindsdien de openbare diensten, bepaald door de Staat, aangepast aan hun eigen bevolkingsaangroei (scholen, kinderbewaarplaatsen, sportgelegenheden, wegentoezicht). Pont-de-l’Arche telt in 2018 4.151 inwoners.
Sinds 2001 maakt de stad deel uit van de agglomeratie Seine-Eure, die de gemeentebesturen van de regio’s Louviers en Val-de-Reuil groepeert.

## Verkeer en vervoer
In de gemeente ligt spoorwegstation Pont-de-l'Arche.

## Demografie
Onderstaande figuur toont het verloop van het inwonertal (bron: INSEE-tellingen).